# 霧島神宮
霧島神宮（きりしまじんぐう）は鹿児島県霧島市霧島田口にある神社。延喜式内社の論社であり、旧社格は官幣大社。本殿、幣殿、拝殿は国宝に指定されている。

## 祭神
現在の祭神は次の7柱。
主祭神
- 天饒石国饒石天津日高彦火瓊瓊杵尊

相殿神
- 木花開姫尊
- 彦火火出見尊
- 豊玉姫尊
- 鵜鶿草葺不合尊
- 玉依姫尊
- 神倭磐余彦尊

## 歴史

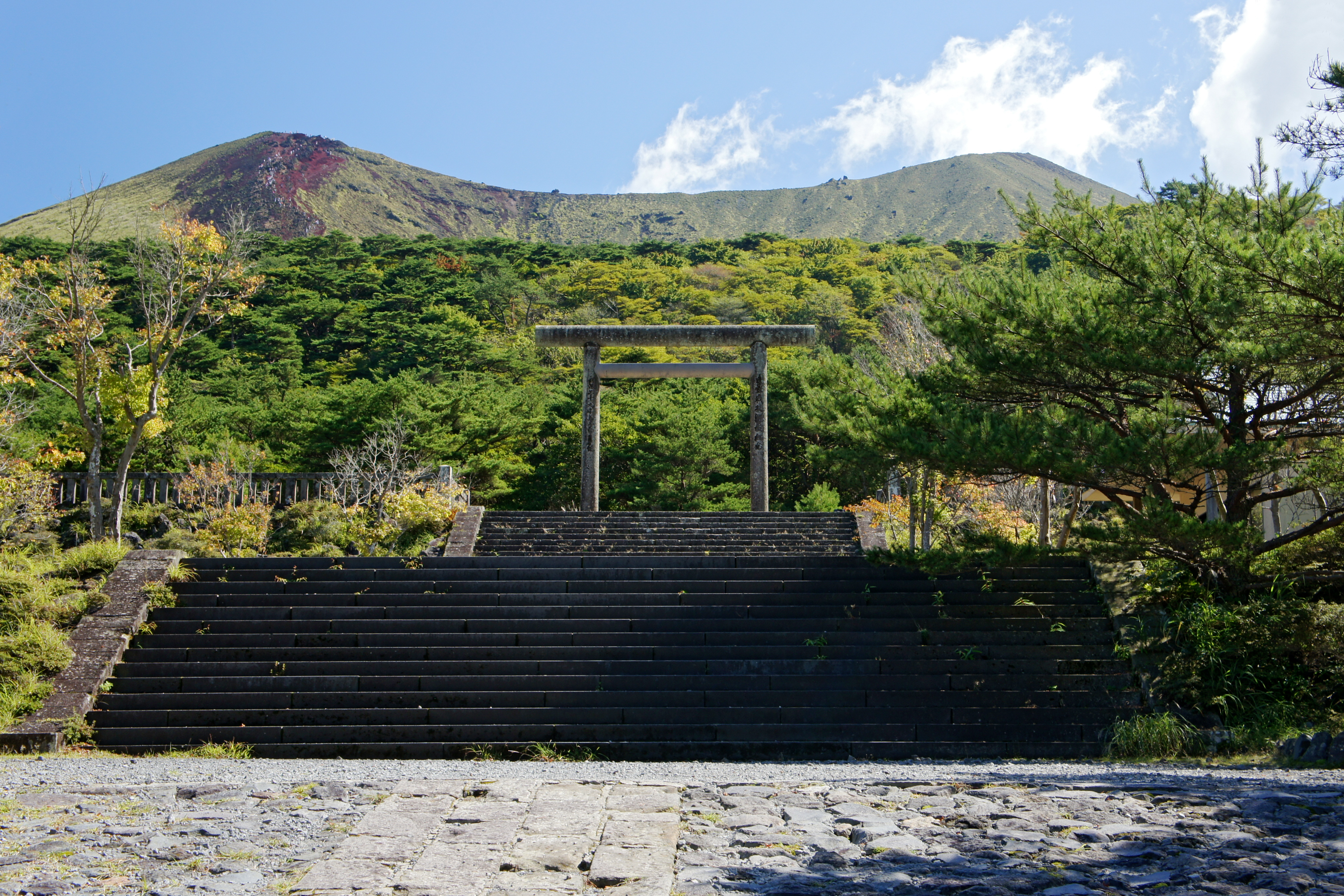
古宮址

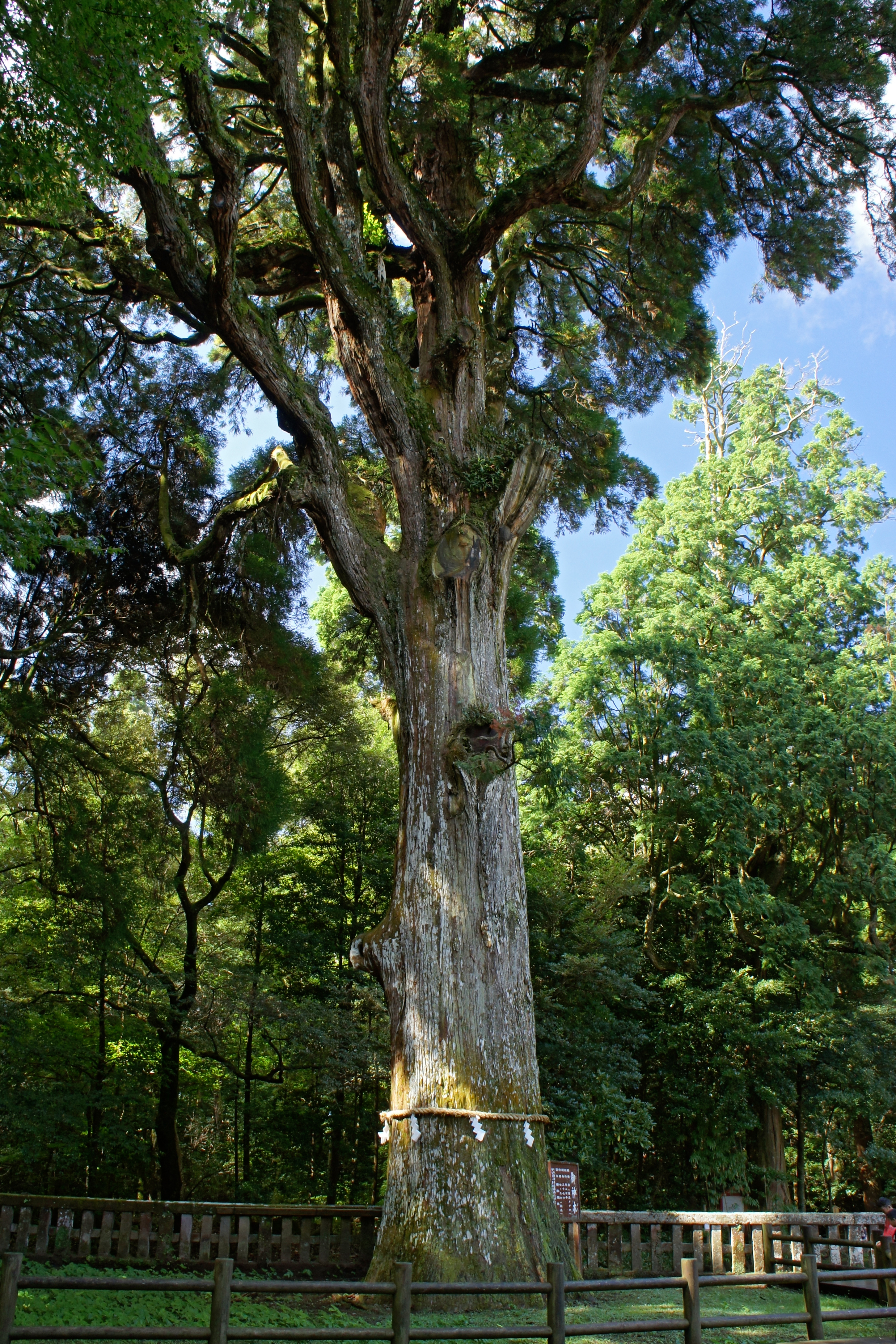
神木の杉

欽明天皇の御代（6世紀）、慶胤（けいいん）上人という僧侶が高千穂峰と火常峰（御鉢）の間の「瀬多尾（せたお）（背門丘・瀬戸尾）」に社殿を造られたのが始まりとされる。一説に欽明天皇元年（540年）の創建ともいわれている。
高千穂峰が日本神話の天孫降臨の伝承地とされる事から、現在は日向三代にまつわる神々が祀られているが、元々は高千穂峰そのものを信仰の対象とする山岳信仰から始まった神社であると考えられる。
元の社地の瀬多尾は、火口に近い場所であったため社殿は噴火でたびたび炎上し、延暦7年（788年）7月の火常峰（御鉢）の噴火で焼失した。
その後天慶3年（940年）、あるいは村上天皇の御代の天暦4年（950年）に性空上人により瀬多尾越（現在の高千穂河原・古宮址）に再興されるが、ここもたびたび噴火の巻き添えで炎上し、文暦元年（1234年）の火常峰（御鉢）の大噴火により社殿、僧坊等がことごとく焼失したため、霧島市霧島田口の待世（霧島中学校の隣、霧島町グランドとの境）に「仮宮」を建てて、約250年間祭っていた。
文明16年（1484年）、島津忠昌の命により兼慶（けんけい）上人が再興したのが、現在の霧島神宮である。ただし、社殿はその後も幾度も炎上し、現在の社殿は正徳５年（1715年）、島津吉貴の奉納により再建した物である。
また一説には、文暦元年（1234年）の噴火で社殿を焼失した後、社殿を霧島山の東の長尾山（現在の東霧島神社の地）に移しその後、文明16年（1484年）、島津忠昌がこれを「東社」（霧島東御在所権現、現在の霧島東神社）と「西社」（西御在所霧島権現、現在の霧島神宮）の2社に分けたともいわれている。
またこれ以外にも、社殿を霧島山の東の長尾山に移した後、現在の霧島岑神社と霧島東神社の2社に分け、更に霧島東神社から霧島西神社（現在の霧島神宮）を分けたという説もある。
歴代島津氏の尊崇篤く、島津義久は、天正6年（1578年）耳川の戦いに臨む途中に参拝して鬮を引き、また九州北上にあたっても天正14年（1585年）6月に日向国惣先達職の面高善哉坊と重臣山田有信を、再び9月に吉田清存を、それぞれ遣わして鬮を引き侵攻方面を決めるなど、重要事の決定に際したびたび神慮を仰いでいる。
また、坂本龍馬が日本最初といわれる新婚旅行で霧島連峰を訪れたことが知られるが、その頃にはすでに山頂には天津日高彦火瓊瓊杵尊が突き刺したという天の逆鉾があった。
明治期の神仏分離令が発令されるまでは西御在所霧島権現と称し、本地堂は十一面観音。別当寺に華林寺を有する。霧島山を中心とした修験僧による霧島六所権現信仰の中心的役割を果たしていた。
近代社格制度のもと、1874年（明治7年）2月に官幣大社に列格された。
1935年（昭和10年）11月16日、陸軍特別大演習終了後、昭和天皇が行幸。
また、神木の杉は樹齢約800年と推定され、南九州の杉の祖先ともいわれている。
令和4年2月9日の官報告示により、「本殿、幣殿、拝殿」が国宝に指定された。

## 祭祀
年間約100もの祭儀が行われている。
- 朔日祭（ついたちさい）　毎月1日
- 月次祭（つきなみさい）　毎月19日
- 歳旦祭　1月1日
- 初日供祭（はつにっくさい）　1月2日
- 元始祭　1月3日
- 散籾祭（うちまきさい）　2月18日（旧暦1月1日）
- 御田植祭　3月3日（旧暦2月4日）
- 狭名田の長田御田植祭（さなだのおさだおたうえさい）　6月第一日曜
- 大祓式　6月30日、12月31日
- 南九州御神楽　8月最終土曜
- 例祭　9月19日
- 除夜祭　12月31日

## 文化財

### 国宝
- 本殿・幣殿・拝殿 1棟（附 棟札2枚）（建造物） - 2022年（令和4年）2月9日指定。

### 重要文化財
- 登廊下
- 勅使殿

（以下は「附」（つけたり）指定）
- 門守神社　2棟
- 神饌所　1棟

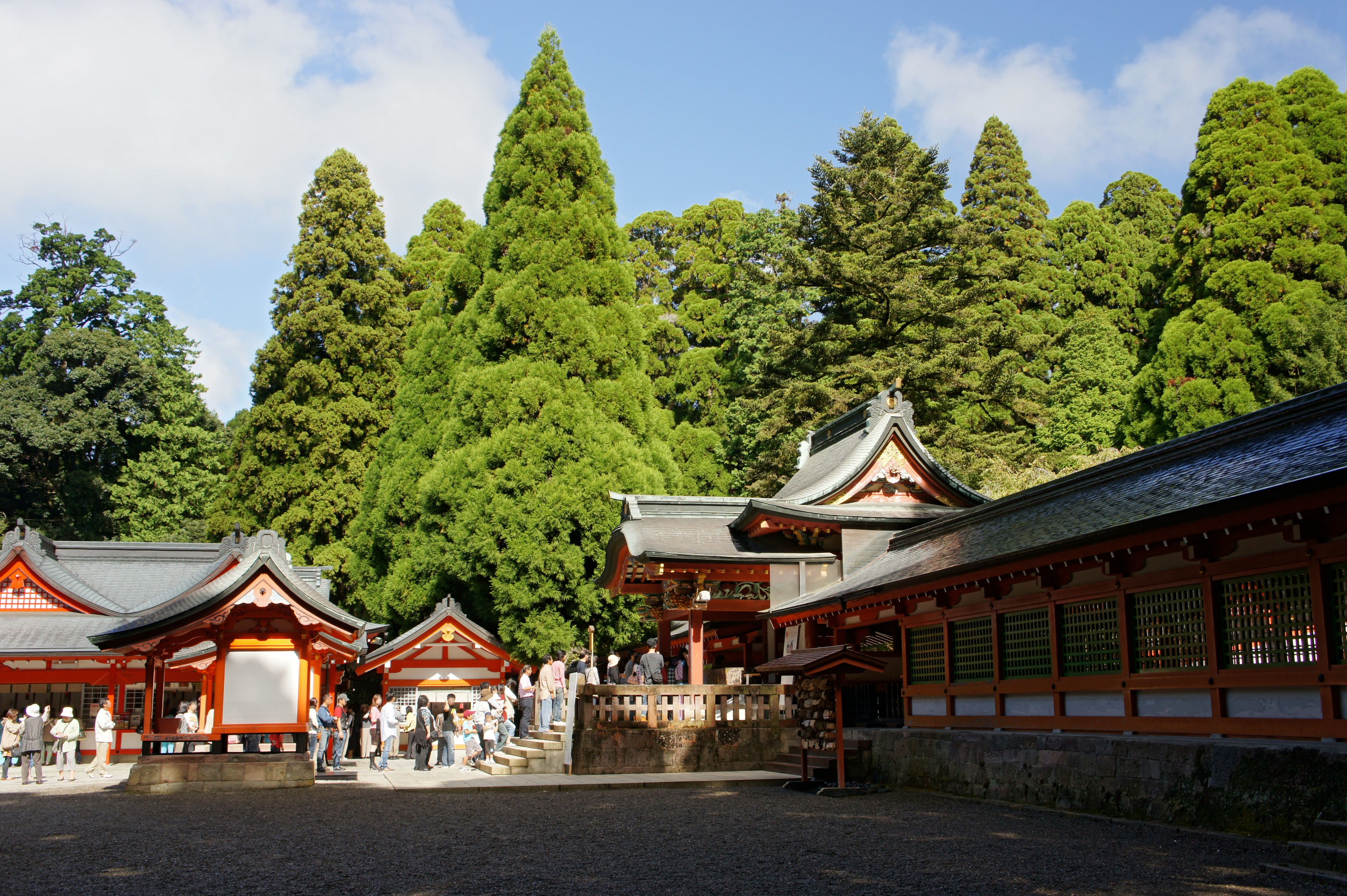
勅使殿（側面）
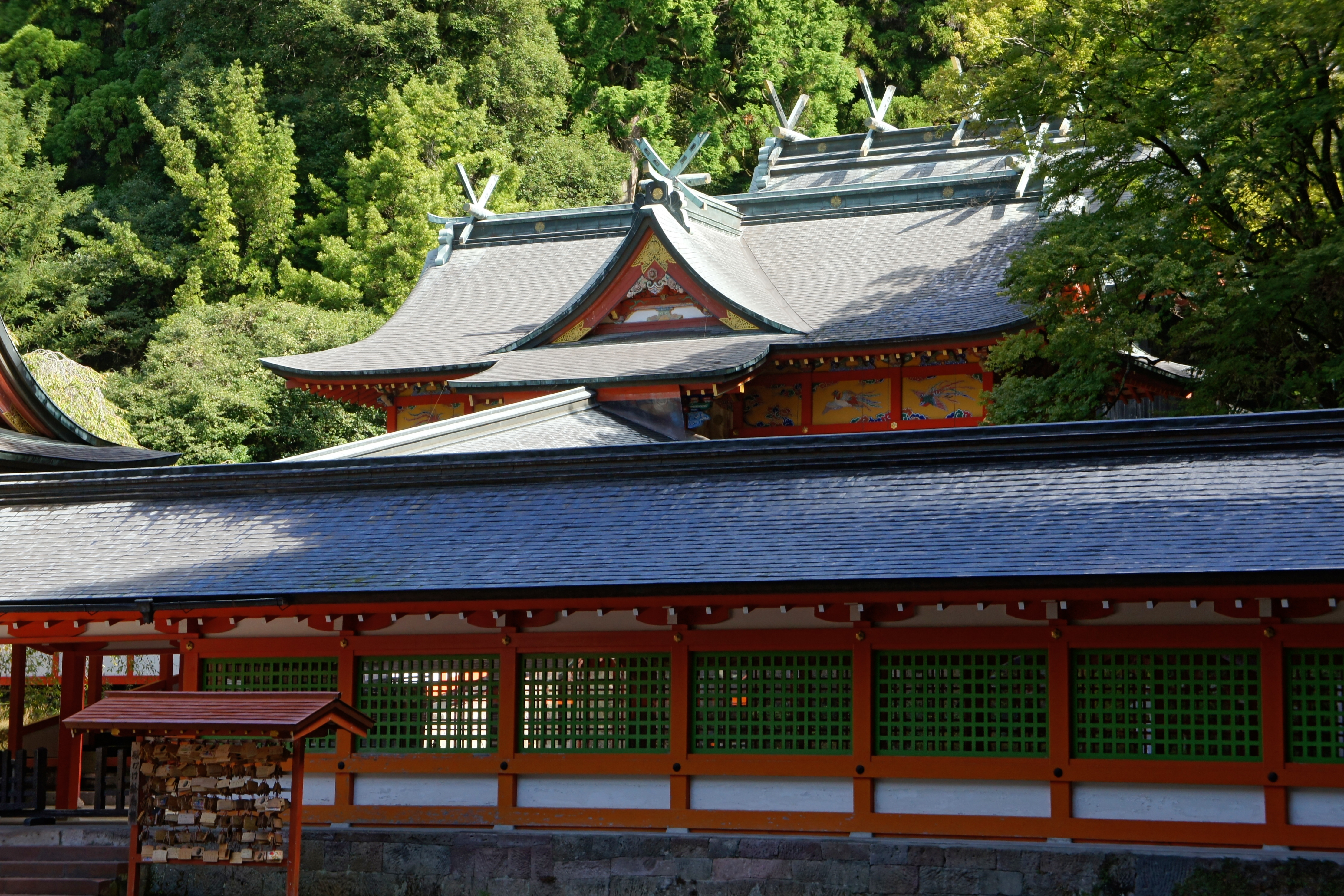
拝殿
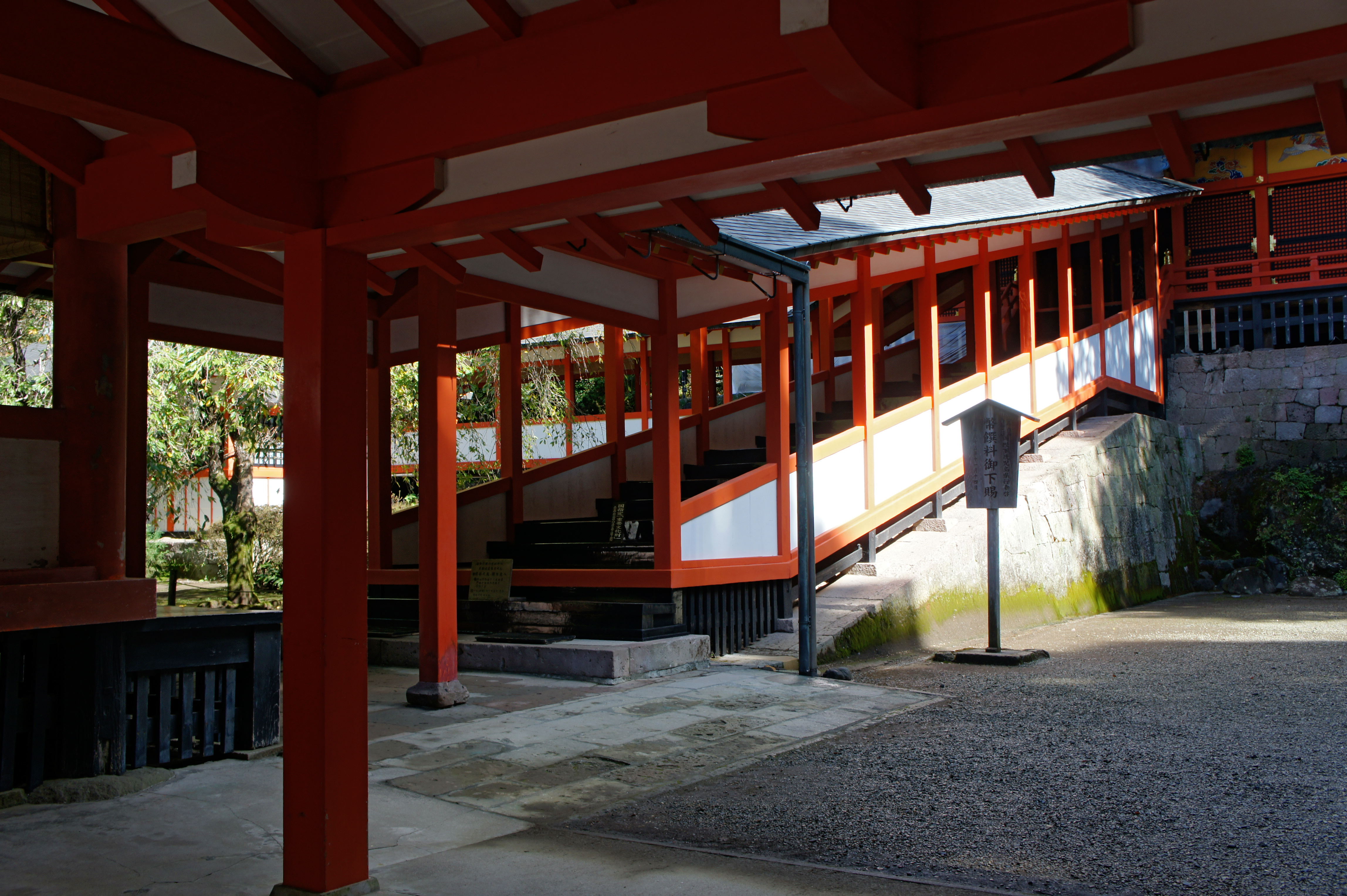
登廊下

以上の社殿は鹿児島藩主島津吉貴の寄進で、正徳5年（1715年）に建立された。社殿はいずれも朱塗りの華麗なものである。特に本殿は内部も豪華に装飾され、柱、梁、長押などはすべて朱漆塗りとした上に要所を彩色文様や鍍金の飾り金具で装飾し、壁には極彩色の浮き彫りを施した羽目板を配するなど、贅をこらしている。神社建築で、外部だけでなく内部までこのように装飾をこらしたものは珍しく、「西の日光」と言う別名を持つ。

## 境内
もともと霧島山一帯が霧島神宮の境内であったが、明治4年（1871年）の廃藩置県の際に霧島山の頂上に沿って県境が引かれ、宮崎県側は神宮境内から外された。明治15年（1882年）にはさらに7810ヘクタールが削減され、昭和21年（1946年）の日本国憲法制定による宗教法人化で山林の大部分は国有地となった。その後、祭典行事に必要な789ヘクタールが神宮へ返還されている。

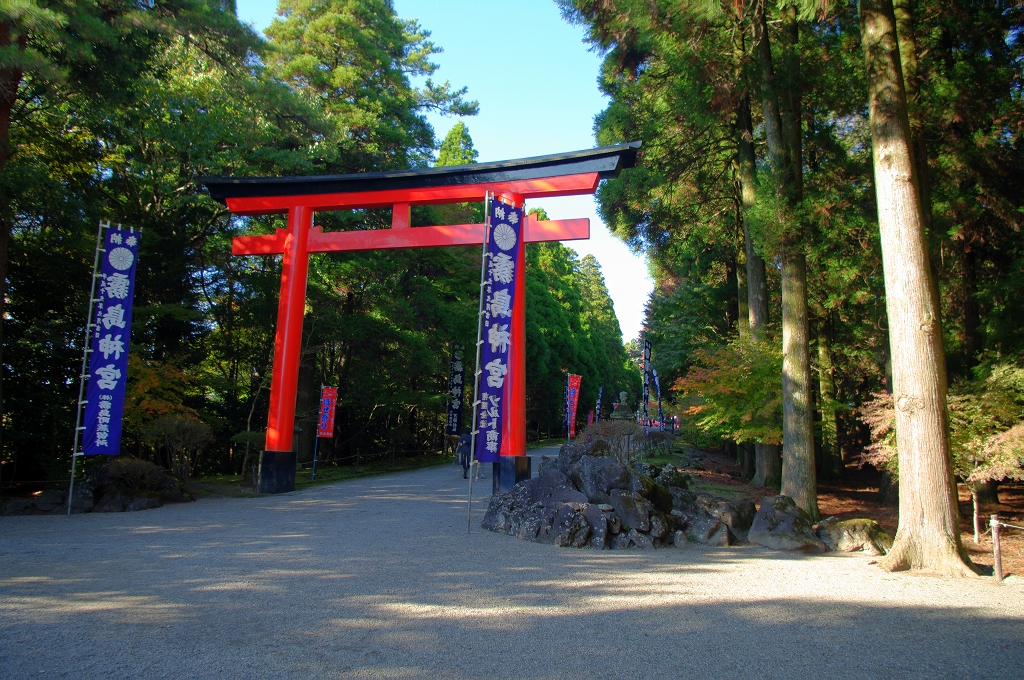
三の鳥居
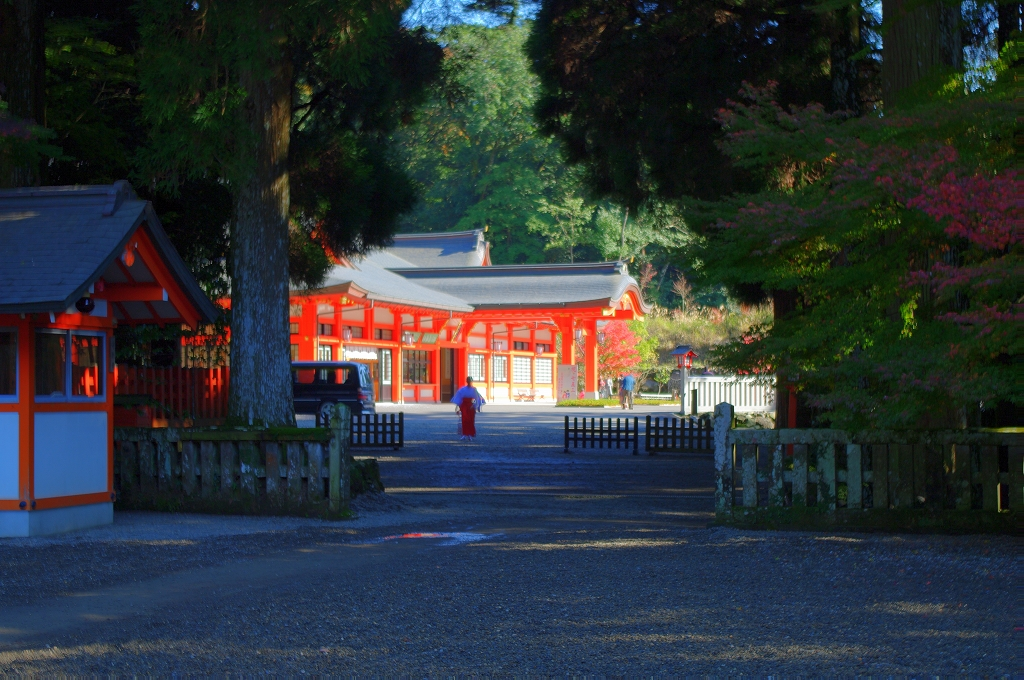
新神楽殿
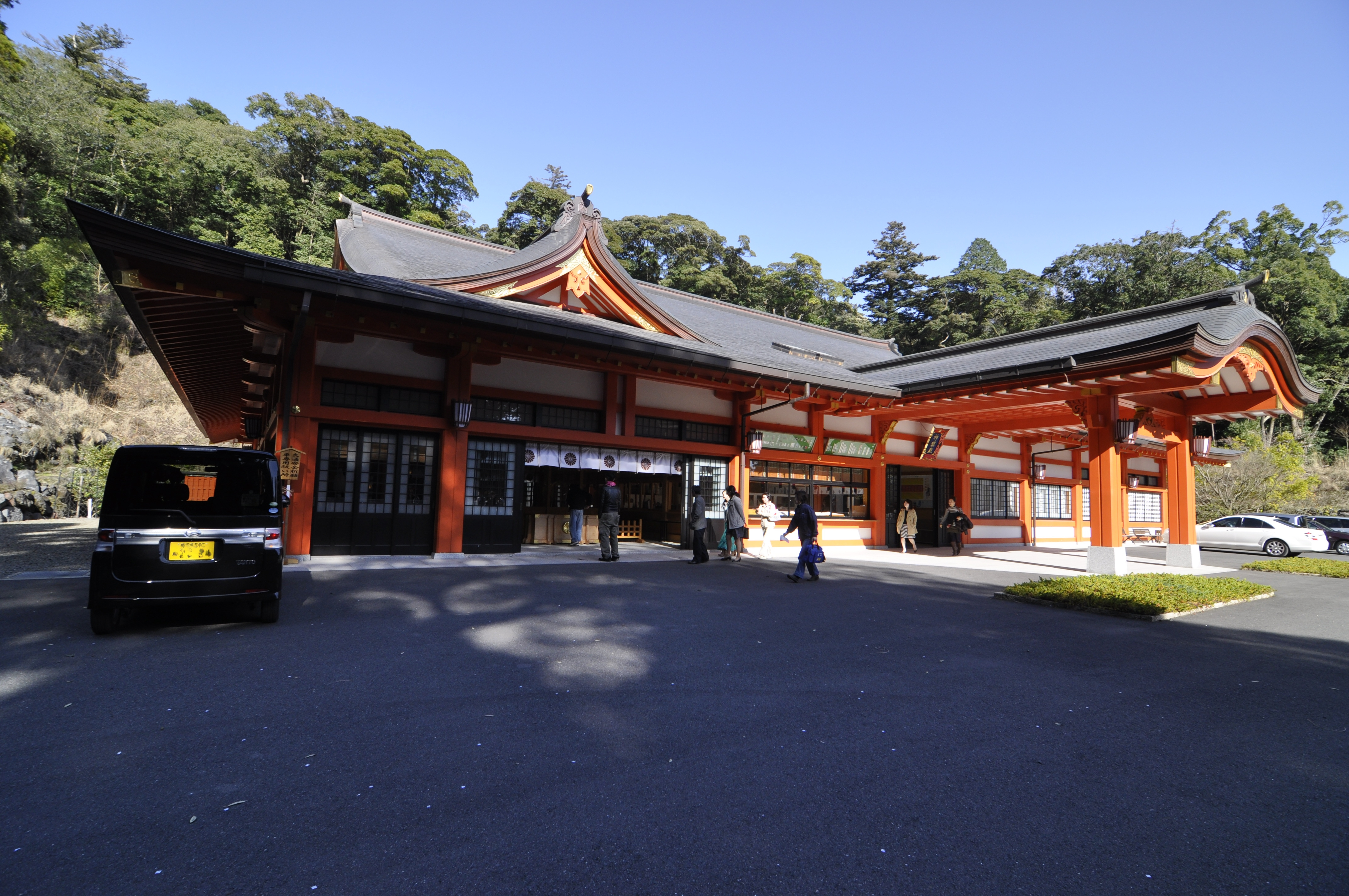
新神楽殿

## ドキュメンタリー
- 国宝へようこそ「霧島神宮」（2022年9月25日、NHK-BSP）[11]

## 関連図書
- 安津素彦・梅田義彦編集兼監修者『神道辞典』神社新報社、1968年、25頁
- 白井永二・土岐昌訓編集『神社辞典』東京堂出版、1979年、120-121頁
- 上山春平他『日本「神社」総覧』新人物往来社、1992年、282-283頁
- 『神道の本』学研、1992年、227頁
- 辰宮太一・中村葉子・中野晴生「元気の出る神社〜第六回 霧島神宮」『Psiko』6月号、ポプラ社、2006年
- 『角川日本地名大辞典46鹿児島県』角川書店、1983年
- 『ふるさとのお社鹿児島県神社誌』鹿児島県神道青年会、1995年
- 白井永二・土岐昌訓編『新装普及版  神社辞典』東京堂出版、1997年